# Чедомир Радић
Чедомир Радић (Бијељина, 6. јануар 1993) је босанскохерцеговачки фудбалер који тренутно наступа за Подриње из Јање. Висок је 185 центиметара и игра на позицији голмана, а боље се служи левом ногом.

## Каријера
У млађим категоријама, Радић је наступао за београдске фудбалске клубове Локомотиву, Црвену звезду и Рад, да би потом прешао у редове ОФК Младеновца, где је наступао у Првој лиги Србије. 2012/13, на 5 од 28 наступа био је проглашаван играчем утакмице, што га је препоручило Чукаричком, за који је потписао лета 2013. године. Као члан овог клуба провео је наредне две године, наступавши као уступљени играч у БАСК-у и Синђелићу. Потом је прешао у екипу Младости из Велике Обарске, где је наступао крајем 2015, а након тога играо је и за Горажде наредне године. Средином 2016, потписао је једногодишњи уговор са српским суперлигашем Металцем из Горњег Милановца. По истеку уговора са овим клубом, појачао је Подриње из Јање.